# Каличак Ярослав Михайлович
Ярослав Михайлович Каличак — український науковець-хімік, доктор хімічних наук, професор, декан Львівського національного університету імені Івана Франка, лауреат Державної премії України в галузі науки і техніки (2008), Заслужений професор Львівського університету (2016).

## Публікації
Серед публікацій:
- Загальна хімія : навчальний посібник / О. В. Жак, Я. М. Каличак ; Львів. нац. ун-т ім. І. Франка. - Л. : ЛНУ ім. І. Франка, 2010. - 368 с. : рис., табл. - ISBN 978-966-613-765-7